# Hiérophante

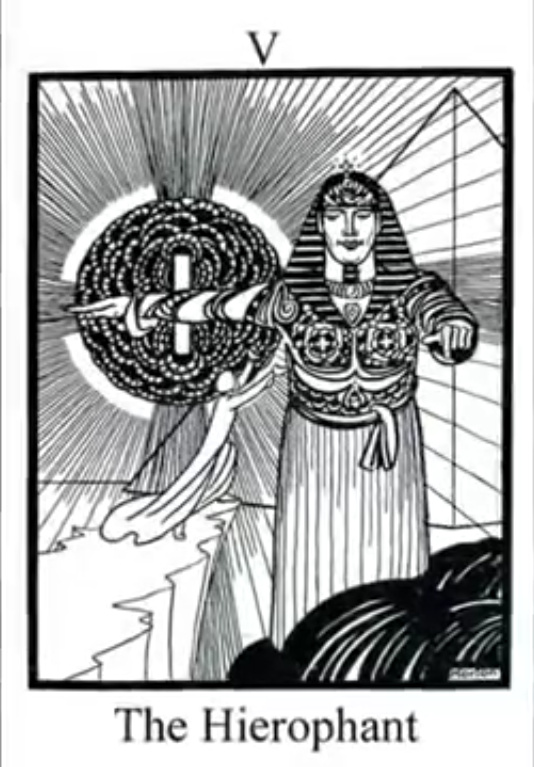
Carte de tarot "O Hierofante"

Un hiérophante (du grec ancien ἱερός / hierós, « sacré », et φαίνω / phaínô, « découvrir ») est un prêtre qui explique les mystères du sacré. Dans l'Antiquité grecque, le mot désignait plus particulièrement le prêtre qui présidait aux mystères d'Éleusis et instruisait les initiés.
Le terme de « Grand Hiérophante » est quant à lui utilisé par les auteurs grecs classiques pour transposer le terme latin de « Pontifex Maximus » en langue grecque.
Ce titre est aussi employé dans les rites maçonniques égyptiens, notamment dans les rituels de la Grande Loge française de Memphis et Misraïm, Ordre des Rites Unis restaurés par Garibaldi en 1881. Ce terme est aussi parfois utilisé pour dénommer l'arcane majeur du Pape dans le tarot de Marseille.
Quelques hiérophantes connus :
- Eunapios
- Priscos de Threspotie.